# Rhinoceros
Rhinoceros (do grego rhinos, nariz + kera - ceros, corno) é um género de mamíferos perissodáctilos da família Rhinocerotidae, caracterizado pela presença de apenas um corno. Atualmente compreende duas espécies: o Rinoceronte-indiano e o Rinoceronte-de-java, ambas ameaçadas de extinção.